# Novo Virje
Novo Virje è un comune della Croazia di 1 412 abitanti della regione di Koprivnica e Križevci.